# 胯姬小蜂属
胯姬小蜂属（學名：Quadrastichus）是膜翅目細腰亞目小蜂總科姬小蜂科之下的一個昆蟲的屬。這個屬的學名由新拉丁語的=「四」和=「線」組成，意思就是「四條線」。

## 物種
- 刺桐姬小蜂 Quadrastichus erythrinae
- Quadrastichus mendeli